# Nell Tiger Free
Nell Tiger Free (Londen, 13 oktober 1999) is een Britse actrice en zangeres.
Free is vooral bekend van haar rol als Myrcella Baratheon in het vijfde seizoen van de succesvolle serie Game of Thrones, waarin ze Aimee Richardson verving. In 2012 had Free haar eerste rol te pakken als Anna in de film Broken, en snel daarna een rol in de televisiefilm Mr. Stink.